# ニコラス・ウザンスキー
ニコラス・ウザンスキー（Nicholas Usansky）とは、存命中最も長い名前を持つイギリス人男性の本名である。

## 解説
元々の名前はニコラス・ウザンスキーだったが、有名になりたくて、2011年に名前を改名した。
彼の改名した名前は、以下の通りである。
バーナビー・マルマデューク・アロイシウス・ベンジー・コブウェブ・ダルタグナン・エグベルト・フェリックス・ガスパー・ハンバート・イグナティウス・ジェイデン・カスパール・レロイ・マクシミリアン・ネッディ・オビアジュール・ペピン・クゥイリアム・ローゼンクランツ・セクストンレッディー・アップウッド・ヴェイヴェトマ・ウェイランド・ザイロン・ヤードリー・ザークリー・ウザンスキー
Barnaby Marmaduke Aloysius Benjy Cobweb Dartagnan Egbert Felix Gaspar Humbert Ignatius Jayden Kaspar Leroy Maximilian Neddy Obiajulu Pepin Quilliam Rosencrantz Sexton Teddy Upwood Vivatma Wayland Xylon Yardley Zachary Usansky
「バーナビー」、「マルマデューク」、AからZまで、それぞれのアルファベットで始まる名前、最後に「ウザンスキー」が付き、合計193文字。　
| サブスタブ | この項目は、まだ閲覧者の調べものの参照としては役立たない、書きかけの項目です。この項目を加筆・訂正などしてくださる協力者を求めています。このテンプレートは分野別のサブスタブテンプレートやスタブテンプレート（Wikipedia:分野別のスタブテンプレート参照）に変更することが望まれています。 |